# 올가니카
올가니카는 친환경ㆍ건강식ㆍ자연식 먹거리를 제공하는 프리미엄 홀푸드 기업이다. 국내 최초의 프리미엄 클렌즈를 선보였고, 2013년에는 국내 최대의 친환경 곡물기업인 천보내추럴푸드를 인수해 쌀과 잡곡 등의 홀푸드, 세계 각지의 슈퍼푸드, 맛있고 건강한 내추럴스낵을 제공하게 됐다. 2015년 3월엔 대지면적 4869m2, 총 2개동 규모의 아시아최초 클렌즈주스 전용 생산센터인 저스트주스 생산센터(Just Juice Production Center)를 완공해 최첨단 생산/유통체계를 구축했다.

## 연혁
- 2012년: 헤럴드에코팜으로 설립. R&D 공방 출범
- 2012년: 프리미엄 친환경 생과일주스 <저스트주스> 출시
- 2013년: 신세계 및 SGG 푸드마켓 입점
- 2013년: 국내 최초 프리미엄 클렌즈 <저스트주스 토털클렌즈> 출시
- 2013년: 국내 최대의 친환경 곡물유통기업 천보내츄럴푸드 인수
- 2013년: 헤럴드에코팜과 천보내츄럴푸드 합병. 프리미엄 홀푸드 기업 올가니카 출범
- 2014년: 국산 무농약 고구마로 만든 <쫀득한 군고구마> 출시
- 2014년: 충주 사옥 완공
- 2014년: 프리미엄 홀푸드, 슈퍼푸드, 내추럴스낵 브랜드 <시즌투시즌> 출시 및 <시즌투시즌 홀푸드 컬렉션> 출시
- 2014년: <저스트주스 슈퍼클렌즈>, <저스트주스 싱글클렌즈> 출시
- 2014년: 국내 최초 <시즌투시즌 퀴노아뮤즐리>, <시즌투시즌 슈퍼푸드 컬렉션> 출시
- 2014년: 국내 최초 무첨가 통견과 스낵 <어네스트 바> 출시
- 2015년: 국내 최초 비가열 생과채주스 전용시설 파주 저스트주스 생산센터(JPC) 완공
- 2015년: CJ제일제당 안성 음료공장 인수. 두번째 JPC 탄생.

## 판매 상품
- 주스: 저스트주스 토털클렌즈, 저스트주스 슈퍼클렌즈, 저스트주스 싱글클렌즈 (베리슬림, 그린러브, 루트하트, 그린데이, 부스터C, 베리풀C, 시트로나, 퀸즈베리)
- 내추럴스낵: 쫀득한 군고구마, 어네스트바 퀴노아, 퀴노아 뮤즐리, 귀리 크리스피, 귀리 크리스피 크랜베리, 퀴노아 크리스피, 볶은 조각캐슈넛
- 슈퍼푸드: 발아퀴노아, 볶은레드퀴노아, 렌즈콩, 이집트콩, 아마란스, 치아씨드, 볶음아마씨
- 홀푸드: 무농약 찹쌀 4KG, 무농약 찰현미 4KG, 무농약 현미 4KG, 유기농 고시히카리 2KG, 유기농 밀키퀸 2KG, 유기농 추정쌀 4KG, 무농약 쌀 10KG